# Kabinett Eulenburg
Das Kabinett Eulenburg bildete vom 23. März 1892 bis 29. Oktober 1894 das von König Wilhelm II. berufene Preußische Staatsministerium. Leo von Caprivi wurde durch den Konservativen Botho zu Eulenburg als Ministerpräsident abgelöst, blieb aber Reichskanzler und preußischer Außenminister. Zum zweiten Mal wurden die Ämter von Reichskanzler und preußischen Ministerpräsident getrennt, mit der Folge, dass Reichsleitung und preußisches Staatsministerium zwei konkurrierende und einander teilweise blockierende Machtzentren bildeten.
| Amt                                                    | Name |
| ------------------------------------------------------ | --- |
| Ministerpräsident                                      | Botho zu Eulenburg |
| Vizepräsident                                          | Karl Heinrich von Boetticher (DRP) (gleichzeitig Vizekanzler)                                                         |
| Äußeres                                                | Leo von Caprivi |
| Finanzen                                               | Johannes Miquel (NLP)                                                                                                 |
| Geistliche, Unterrichts- und Medizinal-Angelegenheiten | Robert Bosse |
| Handel und Gewerbe                                     | Hans Hermann von Berlepsch                                                                                            |
| öffentliche Arbeiten                                   | Karl Thielen |
| Justiz                                                 | Hermann von Schelling                                                                                                 |
| Inneres                                                | Ernst Ludwig Herrfurth, 23. März 1892 – 9. August 1892 Botho zu Eulenburg, ab 9. August 1892                          |
| Landwirtschaft, Domänen und Forsten                    | Wilhelm von Heyden-Cadow (DKP)                                                                                        |
| Krieg                                                  | Hans von Kaltenborn-Stachau, 23. März 1892 – 17. Oktober 1893 Walther Bronsart von Schellendorff, ab 17. Oktober 1893 |

Ab 1869 wurden Bundes- bzw. Reichsbeamte zu Ministern ohne Ressort ernannt, damit sie an Sitzungen des Staatsministeriums teilnehmen durften, an denen Bundes- bzw. Reichsangelegenheiten auf der Tagesordnung standen. Sie sind als reine Titularminister zu verstehen und ihre Ernennung als Lösung für die Probleme, die sich aus der nun notwendigen Verklammerung der Politik von Preußen und Reich ergaben. Die hier angegebenen Amtszeiten beziehen sich nur auf die Zeit als preußische Minister, die von der Amtszeit im Reich abweichen kann. 
| Amt                  | Name                         |
| -------------------- | ---------------------------- |
| Reichsamt des Innern | Karl Heinrich von Boetticher |